# Logroñés Club de Fútbol
El Logroñés Club de Fútbol fue un club de fútbol de España, de la ciudad de Logroño (La Rioja), fundado en el año 2000 como Club Deportivo Recreación de La Rioja y desapareciendo en 2008 tras renunciar a jugar en Tercera División.

## Historia
El Club Deportivo Recreación de La Rioja fue fundado en el verano del año 2000 con la intención de sustituir al C. D. Logroñés en el caso de que este desapareciese como consecuencia de su grave situación económica. En la temporada de su debut en la Regional Preferente logró el ascenso a Tercera División, tras proclamarse campeón del Grupo 02 y superar la fase de ascenso.
Disputó dos promociones de ascensos a Segunda B de manera consecutiva al terminar en 3.ª posición en el Grupo 15 de Tercera División. En la promoción de la temporada 2001-02 no consiguió el ascenso, mientras en la promoción de la temporada 2002-03 barrió a sus rivales (U. D. Barbastro, C. D. Baskonia y S. D. Barreda "B") ascendiendo a Segunda B. Además en esta última temporada contó con un conjunto filial en la Regional Preferente de La Rioja, que desapareció al terminar la temporada.
Tras dos temporadas Segunda B peleando por los puestos de promoción a Segunda División, el Recreación cambió su nombre por el de Logroñés Club de Fútbol tras la autorización del juez el 29 de julio de 2005. También aprovechó este cambio para transformar su indumentaria granate en otra blanca y roja, y su escudo. Tras el cambio de denominación el equipo se alejó de los puestos de cabeza hasta que en la temporada 2007-08 acabó en 17.ª posición, descendiendo a Tercera División, donde renunció a jugar el 20 de agosto de 2008. Durante su última temporada de existencia alcanzó un acuerdo afiliación con el Comillas C. F., que acababa de inscribirse en Regional Preferente. Tuvo que renunciar al ascenso a Tercera División tras el descenso de su primer equipo.

## Uniforme
- Uniforme titular (2000-2005): Camiseta granate, pantalón granate y medias.
- Uniforme titular (2005-2008): Camiseta dividida verticalmente con la parte izquierda blanca y la derecha roja, pantalones rojos y medias rojas.

## Estadio
Disputaba sus partidos como local en el Estadio Las Gaunas

## Datos del club
- Temporadas en Primera: 0
- Temporadas en Segunda: 0
- Temporadas en Segunda B: 5
- Temporadas en Tercera: 2
- Mejor puesto en la liga: 5.º en 2003-04 (Segunda B)
- Peor puesto en la liga: 17.º en 2007-08 (Segunda B)

## Trayectoria

### Histórico de temporadas
| Temporada | División         | Puesto | Copa del Rey |
| --------- | ---------------- | ------ | ------------ |
| 2000-01   | Preferente       | 1.º    |              |
| 2001-02   | 3.ª (Grupo XV)   | 3.º    |              |
| 2002-03   | 3.ª (Grupo XV)   | 3.º    |              |
| 2003-04   | 2.ªB (Grupo I)   | 5.º    |              |
| 2004-05   | 2.ªB (Grupo II)  | 6.º    | 1.ª Ronda    |
| 2005-06   | 2.ªB (Grupo III) | 15.º   | 2.ª Ronda    |
| 2006-07   | 2.ªB (Grupo II)  | 10.º   |              |
| 2007-08   | 2.ªB (Grupo II)  | 17.º   |              |

### Participaciones enCopa del Rey
| Temporada | Ronda        | Rival                   | Local | Visitante | Global |  |
| --------- | ------------ | ----------------------- | ----- | --------- | ------ |  |
| 2004-05   | Ronda previa | S. D. Noja              | 3-3   | 0-0       | 3-3    |  |
| 2004-05   | 1.ª ronda    | C. D. Numancia de Soria | 0-3   | 0-3       | 0-3    |  |
| 2005-06   | Ronda previa | C. D. Valle de Egüés    | 1-2   | 3-1       | 2-5    |  |
| 2005-06   | 1.ª ronda    | Terrassa F. C.          | 2-3   | 2-3       | 2-3    |  |
| 2005-06   | 2.ª ronda    | U. E. Lleida            | 0-1   | 0-1       | 0-1    |  |